# Villefranche-d'Albigeois
Villefranche-d'Albigeois is een gemeente in het Franse departement Tarn (regio Occitanie) en telt 957 inwoners (1999). De plaats maakt deel uit van het arrondissement Albi.

## Geografie
De oppervlakte van Villefranche-d'Albigeois bedraagt 21,9 km², de bevolkingsdichtheid is 43,7 inwoners per km².

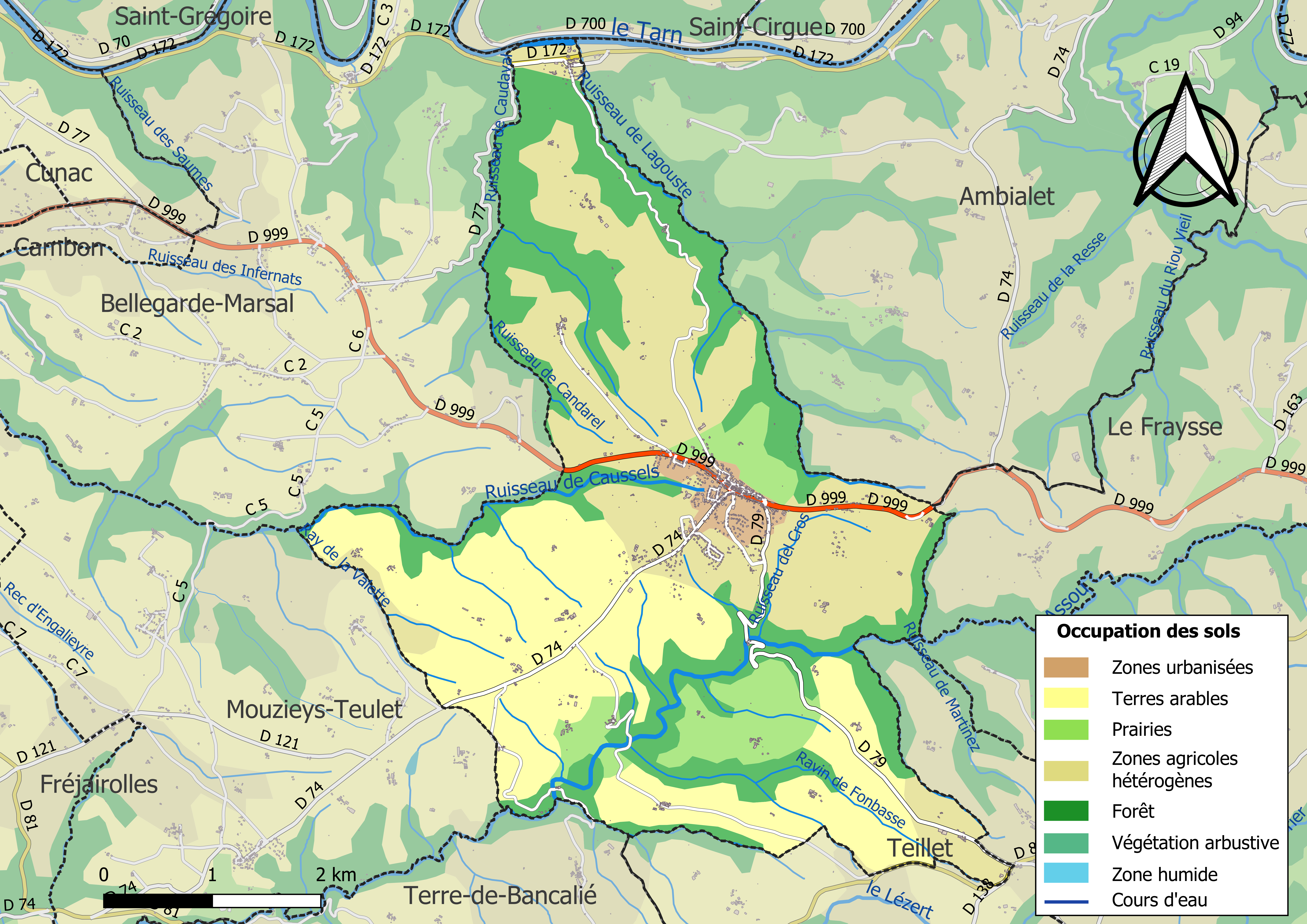
Kaart van de gemeente met de belangrijkste infrastructuur, bodemgebruik en omliggende gemeenten

## Demografie
Onderstaande figuur toont het verloop van het inwonertal (bron: INSEE-tellingen).